# Cambarus ornatus
Cambarus ornatus är en kräftdjursart som beskrevs av Rhoades 1944. Cambarus ornatus ingår i släktet Cambarus och familjen Cambaridae. Inga underarter finns listade i Catalogue of Life.